# حسن مبارك
حسن مبارك (من مواليد 13 أبريل 1968)، هو لاعب كرة قدم إماراتي يلعب كمدافع. سجل هدفاً في كأس القارات 1997.

## روابط خارجية
- حسن مبارك على موقع الاتحاد الدولي (مؤرشف)  (الإنجليزية)
- حسن مبارك على موقع قاعدة بيانات كرة القدم.إي يو (الإنجليزية)
- حسن مبارك على موقع ناشيونال فوتبول تيمز (الإنجليزية)
- حسن مبارك على موقع عالم كرة القدم.نت (الإنجليزية)